# Manuel Ignacio de Vivanco
Manuel Ignacio de Vivanco Iturralde (Valparaíso, 15 giugno 1806 – Lima, 16 settembre 1873) è stato un politico peruviano.
È stato Presidente del Perù dal 20 marzo 1843 al 17 giugno 1844.